# België op de Paralympische Spelen
België is een van de landen die deelnemen aan de Paralympische Spelen. België debuteerde op de inaugurale spelen van 1960. Zestien jaar later, in 1976, was het present op de eerste editie van de Winterspelen. 
In 2012 nam België voor de 14e keer deel aan de Zomerspelen, in 2010 voor de 7e keer deel aan de Winterspelen. Er waren geen Belgische deelnemers aan de winterspelen van 1980, 1998 en 2002.
België behaalde tot heden reeds 67 gouden medailles, 72 zilveren medailles en 72 bronzen medailles op de Paralympische Spelen. Van deze 211 medailles werd er een bronzen medaille behaald op de winterspelen, alle andere medailles werden verzameld op de zomerspelen. De meest succesvolle spelen voor het land tot heden waren de Paralympische Zomerspelen 1984 waar België 12de eindigde in de medaillespiegel met 57 medailles, waarvan 22 gouden medailles.

## Medailles en deelnames
De tabel geeft een overzicht van de jaren waarin werd deelgenomen, het aantal gewonnen medailles en de eventuele plaats in het medailleklassement.
| Zomerspelen | Zomerspelen | Zomerspelen | Zomerspelen | Zomerspelen | Zomerspelen |        | Winterspelen | Winterspelen | Winterspelen | Winterspelen | Winterspelen | Winterspelen |
| Jaar        | Goud        | Zilver      | Brons       | Totaal      | Rang        | Jaar   | Goud         | Zilver       | Brons        | Totaal       | Rang         |              |
| 1960        | 1           | 1           | 1           | 3           | 14          |        |              |              |              |              |              |              |
| 1964        | 1           | 0           | 2           | 3           | 14          |        |              |              |              |              |              |              |
| 1968        | 0           | 3           | 3           | 6           | 20          |        |              |              |              |              |              |              |
| 1972        | 1           | 1           | 2           | 4           | 23          |        |              |              |              |              |              |              |
| 1976        | 7           | 7           | 8           | 22          | 17          | 1976   | 0            | 0            | 0            | 0            | -            |              |
| 1980        | 13          | 12          | 17          | 42          | 13          | 1980   | -            | -            | -            | -            | -            |              |
| 1984        | 21          | 23          | 14          | 58          | 13          | 1984   | 0            | 0            | 0            | 0            | -            |              |
| 1988        | 15          | 18          | 8           | 41          | 17          | 1988   | 0            | 0            | 0            | 0            | -            |              |
| 1992        | 5           | 5           | 7           | 17          | 21          | 1992   | 0            | 0            | 0            | 0            | -            |              |
| 1996        | 8           | 10          | 7           | 25          | 22          | 1994   | 0            | 0            | 1            | 1            | 22           |              |
| 2000        | 1           | 4           | 4           | 9           | 42          | 1998   | -            | -            | -            | -            | -            |              |
| 2004        | 3           | 2           | 2           | 7           | 36          | 2002   | -            | -            | -            | -            | -            |              |
| 2008        | 0           | 0           | 1           | 1           | 69          | 2006   | 0            | 0            | 0            | 0            | -            |              |
| 2012        | 3           | 1           | 3           | 7           | 36          | 2010   | 0            | 0            | 0            | 0            | -            |              |
| 2016        | 5           | 3           | 3           | 11          | 25          | 2014   | 0            | 0            | 0            | 0            | -            |              |
| 2020        | 4           | 3           | 8           | 15          | 15          | 2018   | 0            | 0            | 1            | 1            | 24           |              |
| Totaal      | 88          | 93          | 90          | 271         |             | Totaal | 0            | 0            | 2            | 2            |              |              |
| Tot. Z+W    | 88          | 93          | 92          | 273         |             |        |              |              |              |              |              |              |

Afghanistan · Albanië · Algerije · Amerikaanse Maagdeneilanden · Andorra · Angola · Antigua en Barbuda · Argentinië · Armenië · Australië · Azerbeidzjan · Bahama's · Bahrein · Bangladesh · Barbados · België · Benin · Bermuda · Bosnië en Herzegovina · Botswana · Brazilië · Brunei · Bulgarije · Burkina Faso · Burundi · Cambodja · Canada · Centraal-Afrikaanse Republiek · Chili · China · Chinees Taipei · Colombia · Comoren · Congo-Kinshasa · Costa Rica · Cuba · Cyprus · Denemarken · Djibouti · Dominicaanse Republiek · Duitsland · Ecuador · Egypte · El Salvador · Estland · Ethiopië · Fiji · Filipijnen · Finland · Frankrijk · Gabon · Gambia · Georgië · Ghana · Griekenland · Groot-Brittannië · Guatemala · Guinee · Guinee-Bissau · Haïti · Honduras · Hongarije · Hongkong · Ierland · IJsland · India · Indonesië · Irak · Iran · Israël · Italië · Ivoorkust · Jamaica · Japan · Jemen · Jordanië · Kaapverdië · Kameroen · Kazachstan · Kenia · Kirgizië · Koeweit · Kroatië · Laos · Lesotho · Letland · Libanon · Liberia · Libië · Liechtenstein · Litouwen · Luxemburg · Madagaskar · Maleisië · Mali · Malta · Marokko · Mauritanië · Mauritius · Mexico · Moldavië · Mongolië · Montenegro · Mozambique · Myanmar · Namibië · Nederland · Nepal · Nicaragua · Nieuw-Zeeland · Niger · Nigeria · Noord-Korea · Noord-Macedonië · Noorwegen · Oeganda · Oekraïne · Oezbekistan · Oman · Oost-Timor · Oostenrijk · Pakistan · Palestina · Panama · Papoea-Nieuw-Guinea · Peru · Polen · Portugal · Puerto Rico · Qatar · Roemenië · Rusland · Rwanda · Salomonseilanden · Samoa · San Marino · Saoedi-Arabië · Senegal · Servië · Seychellen · Sierra Leone · Singapore · Slovenië · Slowakije · Spanje · Sri Lanka · Soedan · Suriname · Syrië · Tadzjikistan · Tanzania · Thailand · Tonga · Trinidad en Tobago · Tsjechië · Tunesië · Turkije · Turkmenistan · Uruguay · Vanuatu · Venezuela · Verenigde Arabische Emiraten · Verenigde Staten · Vietnam · Wit-Rusland · Zambia · Zimbabwe · Zuid-Afrika · Zuid-Korea · Zweden · Zwitserland
Historische landen: Duitse Democratische Republiek · Joegoslavië · Servië en Montenegro · Sovjet-Unie · Tsjecho-Slowakije — Individuele Paralympische Atleten · Gezamenlijk Team · Onafhankelijk paralympisch deelnemer